# Picasa
Picasa – menedżer i przeglądarka plików graficznych do organizowania kolekcji zdjęć cyfrowych i wykonywania na nich prostych edycji.
Picasa została wydana w październiku 2002 roku przez firmę Lifescape, związaną ze startupem Idealab. W 2004 została przejęta przez Google. Program został udostępniony jako freeware dla systemów Windows, Linux oraz w wersji beta dla macOS w wersji 10.4.4 lub nowszej. Od stycznia 2006 Picasa działała także w polskiej wersji językowej.
12 lutego 2016 roku Google poinformowało o zaprzestaniu rozwijania tego programu w dniu 15 marca, „w celu skupienia się na Zdjęciach Google”.
Ostatnią wersją programu, którą nadal (rok 2021) można pobrać na „własne ryzyko”, jest Picasa 3.9.141 Build 259 (Windows) oraz 3.9 (Mac).

## Działanie programu
Program Picasa kataloguje zdjęcia w specjalnych folderach. Program nie nadpisuje edytowanych zdjęć. Oryginały obrazów zapisuje w ukrytym katalogu, który znajduje się w tym samym katalogu, co ulepszany obraz. Dzięki temu wszystkie zmiany na obrazach, również te zapisane, można cofnąć.

## Picasa Web Albums
Jako siostrzany produkt Picasy powstał sieciowy serwis Picasa Web Albums, w którym można było umieszczać zdjęcia bezpośrednio z programu. Dla użytkowników dostępny był darmowo 1 GB przestrzeni w chmurze, którą można było płatnie rozszerzyć do 20 GB za 5 dolarów rocznie.

## Obsługiwane formaty plików
| Zdjęcia                                      | Wideo i audio                                  |
| -------------------------------------------- | ---------------------------------------------- |
| JPEG (ang. Joint Photographic Experts Group) | MPEG (ang. Moving Picture Experts Group)       |
| TIFF (ang. Tagged Image File Format)         | WMV (ang. Windows Media Video)                 |
| BMP (ang. bitmap)                            | ASF (ang. Advanced Systems Format)             |
| GIF (ang. Graphics Interchange Format)       | AVI (ang. Audio Video Interleave)              |
| PSD (ang. Photoshop Document)                | DivX                                           |
| PNG (ang. Portable Network Graphics)         | MOV (ang. movie – film)                        |
| TGA (ang. Truevision Graphics Adapter)       | 3GPP (ang. 3rd Generation Partnership Project) |
| RAW (ang. raw – surowy)                      | M2TS (ang. MPEG-2 Transport Stream)            |
|                                              | MKV (ang. Matroska Video)                      |
|                                              | WMA (ang. Windows Media Audio)                 |
|                                              | MP3 (ang. MPEG-1 Part 3)                       |